# Quiatso
Quiatso (Queets) /značenje imena nepoznato/, indijansko pleme porodice Salishan srodno Quinaultima, i naseljeno uz istoimenu rijeku i njezine pritoke u američkoj državi Washington. 
Prema Lewisu i Clarku (1805.) populacija im je iznosila svega oko 250, a imali su 18 drvenih kuća, tipičnih plemenima Sjeverozapadne obale. Godine 1909. preostalo ih je 62. Njihovi ostaci smješteni su na rezervat Quinault negdje 1855. ili 1856. zajedno s pripadnicima plemenskih grupa Quileute, Hoh, Chehalis, Chinook i Cowlitz, koji su zajedno ušli u sastav suvremenog plemena Quinault Indian Nation, koje danas broji preko 2,000 članova i sastoji se od dva plemena: Quinault i Queets. 

## Vanjske poveznice
- Quinault Nation